# 장도포대지
장도포대지(獐島砲臺址,Janddo Battery Site)는 인천광역시 남동구 논현동에 있는 조선시대의 포대가 있던 곳이다. 2001년 4월 2일 인천광역시의 문화재자료 제19호로 지정되었다.

## 개요
장도포대지는 조선 고종 16년(1879) 일본측이 서해안을 측량하면서 개항지를 탐색하는 것을 보고 인천을 개항 후보지로 요구할 것을 대비하여 어영대장 신정희와 강화유수 이경하가 인천과 부평 연안에 화도진을 설치하고 포대를 만들 때 함께 만들어진 것으로서 1999년 "화도진도" 원본 확인을 통해 이곳에 3혈(穴)의 포대를 설치했다는 사실이 밝혀졌다. 현재는 포대의 모습을 찾아볼 수 없고 문헌에는 포좌 3기가 설치되어 있었던 것으로 기록되어 있다.

## 문화재
장도포대는 조선 고종16년(1879)개항기때 인천으로 진입하는 이양선을 막기위해 화도진을 구축할 당시 축조된 포대중 하나로 수인선 건설 당시 일제의 의해 소실되었으나 지역의 소중한 문화자원을 보존하고 역사교육의 현장으로 활용하고자 인천광역시 및 남동구에서 2006년에 복원 및 관리하고 있다.

## 참고 문헌
- 장도포대지 - 국가유산청 국가유산포털

1. ↑  장도포대지 지정번호 인천광역시 운화재자료 제19호(2001.4.2지엉)